# William Guy

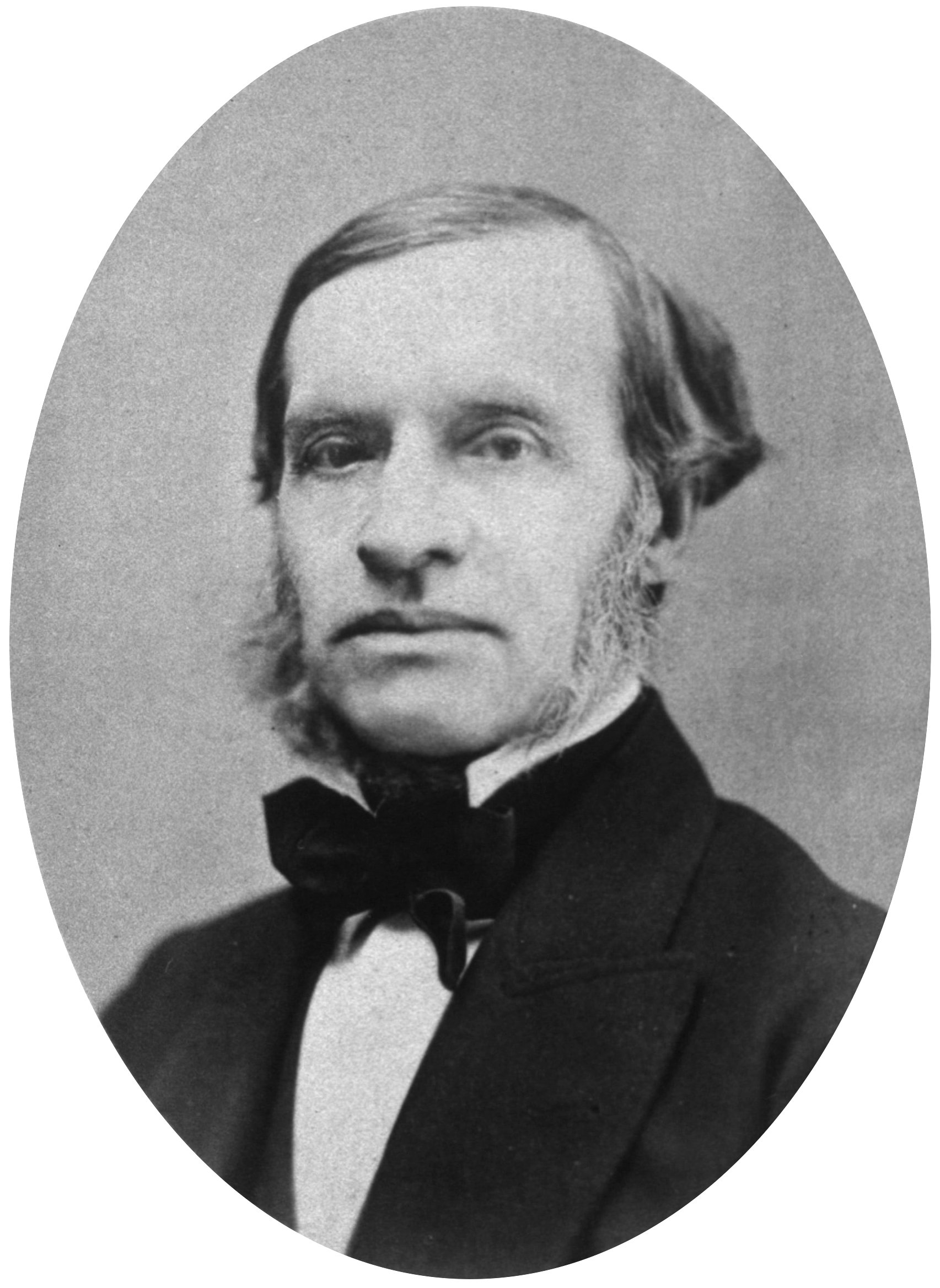
William Guy

William Augustus Guy (ur. 1810, zm. 1885) – brytyjski lekarz i statystyk, profesor uniwersytetu w Londynie. Przewodniczący w latach 1873-1875 Królewskiego Towarzystwa Statystycznego oraz członek London Epidemiological Society. Od jego nazwiska pochodzi nazwa nagrody przyznawanej przez Królewskie Towarzystwo Statystyczne za osiągnięcia w dziedzinie statystyki - Medal Guya.